# Алеш Коталик
Алеш Коталик (чеськ. Aleš Kotalík, нар. 23 грудня 1978, Їндржихув Градець) — чеський хокеїст, що грав на позиції крайнього нападника. Грав за збірну команду Чехії.
Провів понад 500 матчів у Національній хокейній лізі.

## Ігрова кар'єра
Хокейну кар'єру розпочав на батьківщині 1995 року виступами за команду «Чеське Будейовіце».
1998 року був обраний на драфті НХЛ під 164-м загальним номером командою «Баффало Сейбрс».
З 2001 року захищає кольори клубу НХЛ «Баффало Сейбрс». Під час локауту в НХЛ виступав у Чехії в складі команди «Білі Тигржи».
4 березня 2009 року Алеша обміняли до клубу «Едмонтон Ойлерс».
9 липня 2009 року, чех на правах вільного агента підписав контракт з командою «Нью-Йорк Рейнджерс».
1 лютого 2010 року його обміняли до клубу «Калгарі Флеймс». 25 червня 2010 року «Флеймс» обміняли гравця назад до «Баффало Сейбрс».
Завершив клубну ігрову кар'єру, що тривала 17 років, виступами за команди Чехії «Маунтфілд» (Градець-Кралове) та «Мотор» (Чеські Будейовиці).
Загалом провів 576 матчів у НХЛ, включаючи 34 гри плей-оф Кубка Стенлі.
Був гравцем молодіжної збірної Чехії. Виступав за національну збірну Чехії, на головних турнірах світового хокею провів 18 ігор в її складі.

## Статистика

### Клубні виступи
| Сезон        | Клуб                          | Ліга         | Регулярний сезон | Регулярний сезон | Регулярний сезон | Регулярний сезон | Регулярний сезон | Плей-оф | Плей-оф | Плей-оф | Плей-оф | Плей-оф |
| Сезон        | Клуб                          | Ліга         | І                | Г                | П                | О                | ШХ               | І       | Г       | П       | О       | ШХ      |
| ------------ | ----------------------------- | ------------ | ---------------- | ---------------- | ---------------- | ---------------- | ---------------- | ------- | ------- | ------- | ------- | ------- |
| 1995–96      | «Чеське Будейовіце»           | ЧЕ Юн        | 28               | 6                | 7                | 13               | —                | —       | —       | —       | —       | —       |
| 1996–97      | «Чеське Будейовіце»           | ЧЕ Юн        | 36               | 15               | 16               | 31               | 24               | —       | —       | —       | —       | —       |
| 1997–98      | «Чеське Будейовіце»           | ЧЕ           | 45               | 9                | 6                | 15               | 14               | —       | —       | —       | —       | —       |
| 1998–99      | «Чеське Будейовіце»           | ЧЕ           | 39               | 7                | 13               | 20               | 16               | 3       | 0       | 0       | 0       | 0       |
| 1999–00      | «Чеське Будейовіце»           | ЧЕ           | 43               | 7                | 12               | 19               | 34               | 3       | 0       | 1       | 1       | 6       |
| 1999–00      | «Їндржихув Градець»           | ЧЕ II        | 2                | 2                | 2                | 4                | 2                | —       | —       | —       | —       | —       |
| 2000–01      | «Чеське Будейовіце»           | ЧЕ           | 52               | 19               | 29               | 48               | 54               | —       | —       | —       | —       | —       |
| 2001–02      | «Рочестер Американс»          | АХЛ          | 68               | 18               | 25               | 43               | 55               | 1       | 0       | 0       | 0       | 0       |
| 2001–02      | «Баффало Сейбрс»              | НХЛ          | 13               | 1                | 3                | 4                | 2                | —       | —       | —       | —       | —       |
| 2002–03      | «Рочестер Американс»          | АХЛ          | 8                | 0                | 2                | 2                | 4                | —       | —       | —       | —       | —       |
| 2002–03      | «Баффало Сейбрс»              | НХЛ          | 68               | 21               | 14               | 35               | 30               | —       | —       | —       | —       | —       |
| 2003–04      | «Баффало Сейбрс»              | НХЛ          | 62               | 15               | 11               | 26               | 41               | —       | —       | —       | —       | —       |
| 2004–05      | «Білі Тигржи»                 | ЧЕ           | 25               | 8                | 8                | 16               | 46               | 12      | 2       | 5       | 7       | 12      |
| 2005–06      | «Баффало Сейбрс»              | НХЛ          | 82               | 25               | 37               | 62               | 62               | 18      | 4       | 7       | 11      | 8       |
| 2006–07      | «Баффало Сейбрс»              | НХЛ          | 66               | 16               | 22               | 38               | 62               | 16      | 2       | 2       | 4       | 8       |
| 2007–08      | «Баффало Сейбрс»              | НХЛ          | 79               | 23               | 20               | 43               | 58               | —       | —       | —       | —       | —       |
| 2008–09      | «Баффало Сейбрс»              | НХЛ          | 56               | 13               | 19               | 32               | 28               | —       | —       | —       | —       | —       |
| 2008–09      | «Едмонтон Ойлерс»             | НХЛ          | 19               | 7                | 4                | 11               | 6                | —       | —       | —       | —       | —       |
| 2009–10      | «Нью-Йорк Рейнджерс»          | НХЛ          | 45               | 8                | 14               | 22               | 38               | —       | —       | —       | —       | —       |
| 2009–10      | «Калгарі Флеймс»              | НХЛ          | 26               | 3                | 2                | 5                | 29               | —       | —       | —       | —       | —       |
| 2010–11      | «Калгарі Флеймс»              | НХЛ          | 26               | 4                | 2                | 6                | 8                | —       | —       | —       | —       | —       |
| 2010–11      | «Абботсфорд Гіт»              | АХЛ          | 25               | 6                | 12               | 18               | 10               | —       | —       | —       | —       | —       |
| 2011–12      | «Маунтфілд» (Градець-Кралове) | ЧЕ           | 30               | 8                | 16               | 24               | 20               | 5       | 1       | 3       | 4       | 0       |
| 2012–13      | «Мотор» (Чеські Будейовиці)   | ЧЕ           | 51               | 14               | 22               | 36               | 70               | 5       | 0       | 1       | 1       | 16      |
| 2013–14      | «Мотор» (Чеські Будейовиці)   | ЧЕ II        | 51               | 16               | 15               | 31               | 38               | —       | —       | —       | —       | —       |
| Усього в НХЛ | Усього в НХЛ                  | Усього в НХЛ | 542              | 136              | 148              | 284              | 348              | 34      | 6       | 9       | 15      | 16      |
| Усього в ЧЕ  | Усього в ЧЕ                   | Усього в ЧЕ  | 285              | 72               | 106              | 178              | 254              | 28      | 3       | 10      | 13      | 34      |

### Збірна
| Рік                | Команда            | Турнір             |    | І | Г | П  | О | ШХ |
| ------------------ | ------------------ | ------------------ | -- | - | - | -- | - | -- |
| 1998               | Чехія              | МЧС                | 7  | 3 | 1 | 4  | 0 |    |
| 2006               | Чехія              | ОІ                 | 4  | 0 | 0 | 0  | 0 |    |
| 2008               | Чехія              | ЧС                 | 7  | 5 | 2 | 7  | 0 |    |
| 2009               | Чехія              | ЧС                 | 7  | 2 | 1 | 3  | 4 |    |
| Національна збірна | Національна збірна | Національна збірна | 18 | 7 | 3 | 10 | 4 |    |